# Arga de Baixo
Arga de Baixo est une ancienne paroisse civile portugaise (en portugais : freguesia) de la municipalité de Caminha dans le district de Viana do Castelo. En 2013, elle fusionne avec Arga de Cima et Arga de São João pour former Arga (Baixo, Cima e São João).

## Géographie
Arga de Baixo est située sur le versant nord de la serra de Arga, à l'est de Caminha, entre Arga de São João (à l'ouest) et Arga de Cima (à l'est).
Avant sa disparition, la paroisse comprend les lieux-dits d'Arga, Barziela et Castanheira.

## Histoire
La paroisse apparaît pour la première fois au XVIe siècle, sous le nom de Santa Maria da Ladeira. Elle est par la suite connue comme Santa Maria de Arga puis Arga de Baixo.
Entre 1911 et 1930, Arga de Baixo annexe la paroisse d'Arga de Cima.
La loi no 11-A/2013 du 28 janvier 2013, portant réorganisation administrative du territoire des freguesias, fusionne Arga de Baixo avec les paroisses voisines d'Arga de Cima et Arga de São João pour former l’União das freguesias de Arga (Baixo, Cima e São João), dont le siège est à Arga de Baixo.

## Démographie
Arga de Baixo compte 99 habitants en 2001.